# Arturo Bernal
Arturo Bernal fue un militar mexicano que participó en la Revolución mexicana. Nació en Michoacán, donde hizo sus primeros estudios. Se incorporó a las fuerzas constitucionalistas del general Joaquín Amaro Domínguez. Fue general de brigada con antigüedad de 16 de mayo de 1929, fue comandante de la 23 Zona Militar y jefe del Estado Mayor de Plutarco Elías Calles cuando este era Secretario de Guerra y Marina. Gobernador del Distrito Norte del Territorio Federal de la Baja California, en el año de 1930.